# Eumecopoda superba
Eumecopoda superba är en insektsart som först beskrevs av Bolívar, I. 1898.  Eumecopoda superba ingår i släktet Eumecopoda och familjen vårtbitare. Inga underarter finns listade i Catalogue of Life.